# Saintclairoides
Saintclairoides es un género de foraminífero bentónico de la subfamilia Ceratobulimininae, de la familia Ceratobuliminidae, de la superfamilia Ceratobuliminoidea, del suborden Robertinina y del orden Robertinida. Su especie tipo es Saintclairoides marlysae. Su rango cronoestratigráfico abarca el Holoceno.

## Clasificación
Saintclairoides incluye a las siguientes especies:
- Saintclairoides marlysae
- Saintclairoides toreutus